# Sites historiques et culturels majeurs protégés au niveau national (Qinghai)
Liste des sites historiques et culturels majeurs protégés au niveau national pour la province du Qinghai.
| Appellation                                                                | Numéro       | Classement                                        | Lieu                                         | Période                                    | Photographie |
| -------------------------------------------------------------------------- | ------------ | ------------------------------------------------- | -------------------------------------------- | ------------------------------------------ | ------------ |
| Monastère de Kumbum                                                        | 1-111        | 古建筑及历史纪念建筑物                            | Xian de Huangzhong                           | Dynastie Ming                              |              |
| Temple Qutan (zh), contenant le temple Yaocaotai (zh) (瞿昙寺，含药草台寺) | 2-34         | 古建筑及历史纪念建筑物                            | District de Ledu                             | Dynastie Ming                              |              |
| 马厂塬遗址                                                                 | 3-191        | Vestiges anciens                                  | Xian de Minghe                               | Néolithique                                |              |
| 西海郡故城遗址                                                             | 3-212        | Vestiges anciens                                  | Xian de Haiyan                               | Dynastie Han — Dynasties du Nord et du Sud |              |
| 热水墓群                                                                   | 4-71         | Tombes anciennes                                  | Xian de Dulan                                | Dynastie Tang                              |              |
| Monastère de Longwu 隆务寺                                                 | 4-187        | Construction ancienne                             | Xian de Tongren                              | Dynastie Ming, Qing                        |              |
| site archéologique de Lajia 喇家遗址                                       | 5-126        | Vestiges anciens                                  | Xian de Minghe                               | Néolithique                                |              |
| 塔温搭里哈遗址                                                             | 5-127        | Vestiges anciens                                  | Xian de Dulan                                | âge du bronze                              |              |
| 贵德文庙及玉皇阁 (zh)                                                      | 5-437        | Construction ancienne                             | Xian de Guide                                | Dynastie Ming, Qing                        |              |
| 藏娘佛塔及桑周寺                                                           | 5-438        | Construction ancienne                             | Yushu                                        | Dynastie Song — Qing                       |              |
| 第一个核武器研制基地旧址                                                   | 5-512        | 近现代重要史迹及代表性建筑                        | Xian de Haiyan                               | 1957 — 1995                                | 125px        |
| 柳湾遗址                                                                   | 6-211        | Vestiges anciens                                  | District de Ledu                             | Néolithique à l'âge du bronze              |              |
| 沈那遗址                                                                   | 6-212        | Vestiges anciens                                  | Xining                                       | Néolithique à l'âge du bronze              |              |
| 格萨尔三十大将军灵塔和达那寺                                               | 6-805        | Construction ancienne                             | Xian de Nangqên                              | Dynastie Song, Yuan                        |              |
| Temple Quezang (zh) (却藏寺)                                               | 6-806        | Construction ancienne                             | Xian autonome tu de Huzhu                    | Dynastie Qing                              |              |
| 贝大日如来佛石窟寺和勒巴沟摩崖                                             | 6-872]       | 石窟寺及石刻                                      | Yushu                                        | Dynastie Tang                              |              |
| 新寨嘉那嘛呢                                                               | 6-1074       | 近现代重要史迹及代表性建筑                        | Yushu                                        | Dynastie Qing                              |              |
| 循化西路红军革命旧址                                                       | 6-1075       | 近现代重要史迹及代表性建筑                        | Xian autonome salar de Xunhua                | 1939～1946                                 |              |
| 宗日遗址                                                                   | 7-0480       | Vestiges anciens                                  | Xian de Tongde                               | Néolithique                                |              |
| 塔里他里哈遗址                                                             | 7-0481       | Vestiges anciens                                  | Xian de Dulan                                | Dynastie Shang à Zhou                      |              |
| 虎台遗址                                                                   | 7-0482       | Vestiges anciens                                  | Xining                                       | Seize Royaumes                             |              |
| 门源古城                                                                   | 7-0483       | Vestiges anciens                                  | Xian autonome hui de Menyuan                 | Dynastie Song                              |              |
| 贡萨寺旧址与宗喀巴大殿                                                     | 7-0484       | Vestiges anciens                                  | Xian de Zhidoi/Zhiduo                        | Dynastie Qing                              |              |
| 杂涅墓群                                                                   | 7-0688       | Tombes anciennes                                  | Yushu                                        | Dynastie Tang                              |              |
| 玉树古墓群                                                                 | 7-0689       | Tombes anciennes                                  | Xian de Zhidoi/Zhiduo, Yushu, Xian de Chindu | Dynastie Tang                              |              |
| 街子拱北                                                                   | 7-0690       | Tombes anciennes                                  | Xian autonome salar de Xunhua                | Dynastie Qing                              |              |
| Temple Xiaqiong (zh) (夏琼寺)                                              | 7-1466       | Construction ancienne                             | Xian autonome hui de Hualong                 | Dynastie Yuan à Qing                       |              |
| 文都寺及班禅大师故居                                                       | 7-1467       | Construction ancienne                             | Xian autonome salar de Xunhua                | Dynastie Qing\|                            |              |
| Temple Dandou (zh) (旦斗寺)                                                | 7-1468       | Construction ancienne                             | Xian autonome hui de Hualong                 | Dynastie Ming à Qing                       |              |
| Gönlung Champa ling (佑宁寺)                                               | 7-1469       | Construction ancienne                             | Xian autonome tu de Huzhu                    | Dynastie Ming à Qing                       |              |
| 洪水泉清真寺                                                               | 7-1470       | Construction ancienne                             | District de Ping'an                          | Dynastie Ming à Qing                       |              |
| 保安古屯田寨堡古建筑群                                                     | 7-1471       | Construction ancienne                             | Xian de Tongren                              | Dynastie Ming à Qing                       |              |
| Mosquée Dongguan                                                           | 7-1472       | Construction ancienne                             | Xining                                       | Dynastie Ming à République de Chine        |              |
| Temple Saizong (zh) (赛宗寺)                                               | 7-1473       | Construction ancienne                             | Xian de Xinghai                              | Dynastie Ming à République de Chine        |              |
| 文昌庙                                                                     | 7-1474       | Construction ancienne                             | Xian de Guide                                | Dynastie Qing                              |              |
| Temple Zhenzhu (zh) (珍珠寺)                                               | 7-1475       | Construction ancienne                             | Xian de Guide                                | Dynastie Qing                              |              |
| Temple Lajia (拉加寺)                                                      | 7-1476       | Construction ancienne                             | Xian de Maqên                                | Dynastie Qing                              |              |
| Temple Shizang (zh) (石藏寺)                                               | 7-1477       | Construction ancienne                             | Xian de Tongde                               | Dynastie Qing                              |              |
| Mosquée Ahetan (阿河滩清真寺)                                              | 7-1478       | Construction ancienne                             | Xian autonome hui de Hualong                 | Dynastie Qing                              |              |
| 撒拉族清真寺古建筑群                                                       | 7-1479       | Construction ancienne                             | Xian autonome salar de Xunhua                | Dynastie Qing                              |              |
| Monastère Huangyuan Chenghuang (zh) (湟源城隍庙)                           | 7-1480       | Construction ancienne                             | Xian de Huangyuan                            | Dynastie Qing à République de Chine        |              |
| 和日寺石经墙及和日寺                                                       | 7-1605       | Grotte temple sculptée                            | Xian de Zêkog                                | Dynastie Qing                              |              |
| 天佑德酒作坊                                                               | 7-1925       | 近现代重要史迹及代表性建筑                        | Xian autonome tu de Huzhu                    | Dynastie Qing                              |              |
| 青藏公路建设指挥部旧址（将军楼）                                           | 7-1926       | 近现代重要史迹及代表性建筑                        | Golmud                                       | 1956                                       |              |
| 尕海古城遗址                                                               | 8-0152-1-152 | Vestiges anciens                                  | xian de Haiyan                               | Dynastie Han                               |              |
| 伏俟城遗址                                                                 | 8-0153-1-153 | Vestiges anciens                                  | Xian de Gonghe                               | 北朝至隋唐                                 |              |
| 考肖图古城遗址                                                             | 8-0154-1-154 | Vestiges anciens遗址                              | xian de Dulan                                | Dynastie Tang                              |              |
| 果洛红军沟                                                                 | 8-0743-5-227 | Construction représentative de l'histoire récente | xian de Baima                                | 1936                                       |              |
| Cour des mille foyers Nangla (zh)                                          | 8-0744-5-228 | Construction représentative de l'histoire récente | xian de Jainca                               | 1948～1950                                 |              |
| 果洛和平解放纪念地                                                         | 8-0745-5-229 | Construction représentative de l'histoire récente | xian de Darlag                               | 1952                                       |              |

|}